# Оронду
Оронду (порт. Ourondo)  —  район (фрегезия) в Португалии,  входит в округ Каштелу-Бранку. Является составной частью муниципалитета  Ковильян. По старому административному делению входил в провинцию Бейра-Байша. Входит в экономико-статистический  субрегион Кова-да-Бейра, который входит в Центральный регион. Население составляет 416 человек на 2001 год. Занимает площадь 9,21 км².
Покровителем района считается Дева Мария (порт. Maria). 